# كارولين ماتيلد أميرة ساكس كوبورج وغوتا

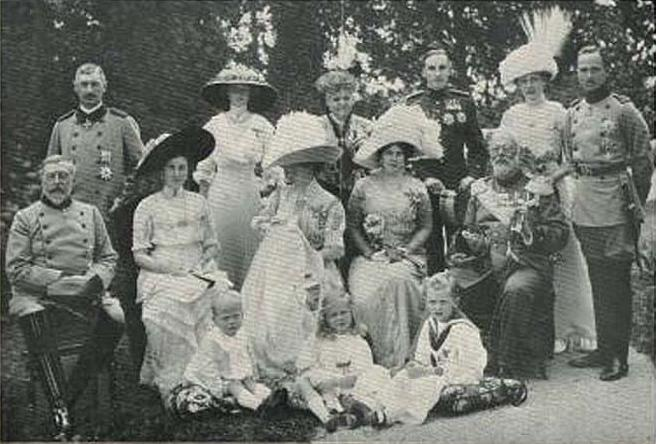
عائلة الأميرة كارولين

الأميرة كارولين ماتيلد ساكس كوبورج وغوتا (كارولين ماتيلدا هيلين لويز أوغستا بياتريس;22 يونيو 1912 - 5 سبتمبر 1983) كانت أميرة ألمانية وحفيدة الملكة فيكتوريا.